# 무연고 사체
무연고 사체 또는 무연고 유골은 가족, 친척이 없거나 다양한 이유로 가족, 친척에 의해 인수 거부된 시체, 유골을 말한다. 비슷한 이름으로는 한국에서는 무연고 사체를 매설한 무연고 묘지, 무연고 묘역이 있고, 일본에서는 무연불(無縁仏, むえんぼとけ)이라 부른다. 무연고 사체는 사체의 발견장소 혹은 소재지의 시청과 구청 등 행정기관에 의해 인수되어 관보 혹은 방송 공지를 거친 뒤 일정 기간의 보존기간을 거쳤다가 산골된다. 무연고 사망자라고도 부른다.
사후세계의 개념이 다른 국가와는 다르게 조상신을 오래도록 숭배하던 한국에서는 무연고 시체, 연고가 없는 영혼, 남계 자손이 없는 영혼을 말하는 무사귀신(無祀鬼神), 무사귀(無祀鬼)라는 단어도 존재하였다. 이들 무사귀신 역시 처녀귀신, 몽달귀(총각귀신), 객귀, 수살귀와 함께 행인을 해코지한다고 믿어왔다. 일본에서도 한국의 무사귀신과 비슷한 용어인 무연불이라는 단어가 존재하고 있었다. 이는 주목받지 않다가 1990년대 이후 무연사회가 사회적 문제로 떠오르면서 함께 조명되기 시작하였다.
대한민국에서의 시체는 전통적 관습, 사후세계관을 믿는 풍속과는 달리 1962년 이전까지는 법적 폐기물로 분류되었다. 그러다 1962년 2월 9일 국가재건최고회의에서 대한민국 헌법 제1021호로 시체해부보존법을 지정, 1962년 4월 11일 통과시킨 뒤 여러번의 개정을 통해 1995년 7월 1일 법률 제11519호 시체 해부 및 보존에 관한 법률로 재개정되었다.
1969년 4월 17일에는 대통령령 제3886호로 제정된 매장및묘지등에관한법률시행령이 제정되었다. 이후 당 시행령 따라 사망자의 남편과 부인, 자녀, 손자, 손녀, 부모, 자녀 외 직계비속, 부모외 직계존속, 형제, 자매, 기타 친척 순으로 인수인계 통보가 된다. 그러나 이들 가족, 친척이 없거나 인수를 거부할 경우 치료, 보호기관장, 해당 병원장이 연고자로 되며 병원, 치료 보호기관 이외의 장소에서 죽거나, 해당 기관장이 인수를 거부하면 무연고 사망자로 처리되어 행정기관장을 연고자로 하게 된다. 1969년 4월 17일 처음 제정된 대한민국의 대통령령 제3886호로 제정된 매장및묘지등에관한법률시행령은 2001년 1월 27일 대통령령 제17109호 장사등에관한법률시행령으로 개정되었다.
해당 사체는 거주지 기초 행정기관의 공식 사망확인 후 해당 시청과 구청에서 1개월에서 6개월 정도 공고기간을 거친 뒤, 공고기간 내에 연고자가 나타나지 않으면 해당 시청과 구청은 장례대행업체에 시신처리를 위탁한다. 시신이 직장된 뒤 일본에서는 5년간, 대한민국에서는 10년의 보존기간을 거친 뒤 6개월~1년간의 유예기간이 경과하면 무연고 묘지에 산골되거나, 기타 장례시설로 유골이 보내진다.

## 같이 보기
- 무연사회
- 행려사망자
- 직장
- 유품정리사